# أسلوب تدريسي
أسلوب تدريسي (بالإنجليزية: Didactic Method) هي طريقة تدريس تتبع نهج علمي أو نمط تعليمي يشرك فهم الطالب وعقله. غالبا ما يتناقض مع أسلوب الديالكتيك والأسلوب السقراطي. كلمة ديداكتيك تعني تعليم أو ما نتج عن التعلم وبكم أخرى علم التدريس (بالإنجليزية: science of teaching). الديداكتيك بمفهومها الضيق هي نظرية التعليم أو التدريس، وبمعنى أوسع هي نظرية وتطبيق عملي للتعليم والتعلم. ويقابله أسلوب ماثيتي (بالإنجليزية: Mathetics) أو علم التعلم (بالإنجليزية: science of learning).
قد يتناقض هذه النظرية مع مفهوم "التعلم المفتوح"، والتي تتعلق بالتعلم الذاتي حول موضوعات ذات اهتمام وبطريقة غير منظمة.